# Desmeocraera phoebe
Desmeocraera phoebe är en fjärilsart som beskrevs av Sergius G. Kiriakoff 1964. Desmeocraera phoebe ingår i släktet Desmeocraera och familjen tandspinnare. Inga underarter finns listade i Catalogue of Life.